# Coelinidea bakeri
Coelinidea bakeri är en stekelart som beskrevs av Riegel 1982. Coelinidea bakeri ingår i släktet Coelinidea och familjen bracksteklar. Inga underarter finns listade i Catalogue of Life.